# Erik Rödes saga

Karta över Erik Rödes, Bjarne Herjolfssons, Leif Erikssons och Torfinn Karlsämnes olika resor enligt Erik Rödes saga och Grönlänningasagan.

Erik Rödes saga (fornvästnordiska och isländska Eiríks saga rauða) är en medeltida isländsk saga som berättar om flera olika historiska händelser runt år 1000: Erik Rödes upptäckt och bebyggande av Grönland, hans son Leif Erikssons kristnande av samma land och upptäckt av Vinland, och Torfinn Karlsämnes upptäcktsresor dit och möte med skrälingarna, ett ursprungsfolk i Nordamerika. Tillsammans med Grönlänningasagan är Erik Rödes saga, trots sina många inslag av fiktion, en av de viktigaste källtexterna om nordbornas resor i Nordvästatlanten.

## Handling
Erik Rödes saga börjar på brittiska öarna där Aud låter bygga ett skepp efter att hennes man Oleif och son Torstein fallit i strid. Hon reser till Island tillsammans med 20 fria män och ett antal trälar, däribland Vifil som hon senare friger. Vifils son Torbjörn blir vän med Erik Röde som kommit till Island från Jæren i Norge där hans far Torvald var anklagad för ett mord. När också Erik anklagas för mord på Island hjälper Torbjörn honom, och Erik bestämmer sig för att lämna Island för att söka ett nytt land västerut som det sägs att Gunnbjörn Ulfsson tidigare skådat. Han ger sig av och upptäcker ett land som han utforskar i tre års tid och döper till Grönland. Erik åker sedan tillbaka till Island, för att senare återvända till Grönland och bosätta sig permanent där på gården Brattalid. Torbjörn, hans dotter Gudrid och flera andra flyttar också till det nya landet. På den gård dit de först kommer får de träffa spåkvinnan Torbjörg som genomför en hednisk ritual för att kunna förutse när en pågående missväxt ska vara över. Senare far de vidare till Erik Röde på Brattalid.
Efter ett uppehåll på Söderöarna där Eriks son Leif träffat den trollkunniga Torgunna, tar han tjänst hos den norska kungen Olaf Tryggvason som ger honom i uppdrag att kristna Grönland. På vägen dit driver Leifs skepp iväg och han upptäcker nytt land som senare omnämns som Vinland. Väl på Grönland förklarar han kristendomen som officiell religion även om alla inte lämnar asatron. Leifs bror Torstein leder tillsammans med Erik en misslyckad expedition för att undersöka det nya landet men de tvingas återvända till Grönland med oförrättat ärende. Gudrid Torbjörnsdotter och Torstein Eriksson gifter sig och flyttar till Västerbygden. Där härjar en farsot som flera dör i, bland andra Torstein som dock tillfälligt återuppstår för att hålla ett kristet brandtal om vikten av riktiga begravningsritualer. Gudrid återvänder sedan till Brattalid där hennes far Torbjörn också dör.
Senare kommer islänningen Torfinn Karlsämne till Brattalid. På julen gifter han sig med Gudrid och på våren förbereder de en ny expedition till Vinland tillsammans med bl.a. islänningen Bjarne Grimolfsson. De reser på sommaren och stiger i land på och namnger Helluland och Markland, innan de kommer till ett land där det växer vinrankor och vildvete. De stannar där och Gudrid föder sonen Snorre. Vintern blir hård och efter osämja med de övriga bestämmer sig hedningen Torhall veideman och åtta andra för att fortsätta upptäcktsresan på egen hand. De hamnar på Irland där de tas till trälar och Torhall dör. Karlsämne och de övriga möter sedan skrälingar som kommer roendes i skinnbåtar. Första mötet blir kort, men våren därefter kommer de tillbaka och de inleder byteshandel med nordborna. Handeln avbryts hastigt då en av Karlsämnes tjurar skrämmer skrälingarna och de flyr. Senare återkommer de och inleder ett slag som Karlsämnes sida vinner. Nordborna bestämmer sig ändå för att lämna landet och segla tillbaka norrut. På vägen dödar de ytterligare fem skrälingar, och Eriks son Torvald blir skjuten av en pil och avlider.
Bjarnes skepp börjar ta in vatten på vägen tillbaka mot Grönland och de bestämmer genom lottdragning vilka som får gå över till livbåten som bara har plats för hälften. Bjarne byter sin plats på livbåten när en ung islänning ber honom om det. Väl tillbaka på Island bosatte sig Torfinn och Gudrid vid Skagafjörður och sagan avslutas med att räkna upp de tre av deras ättlingar som blev biskopar.

## Jämförelser med andra texter

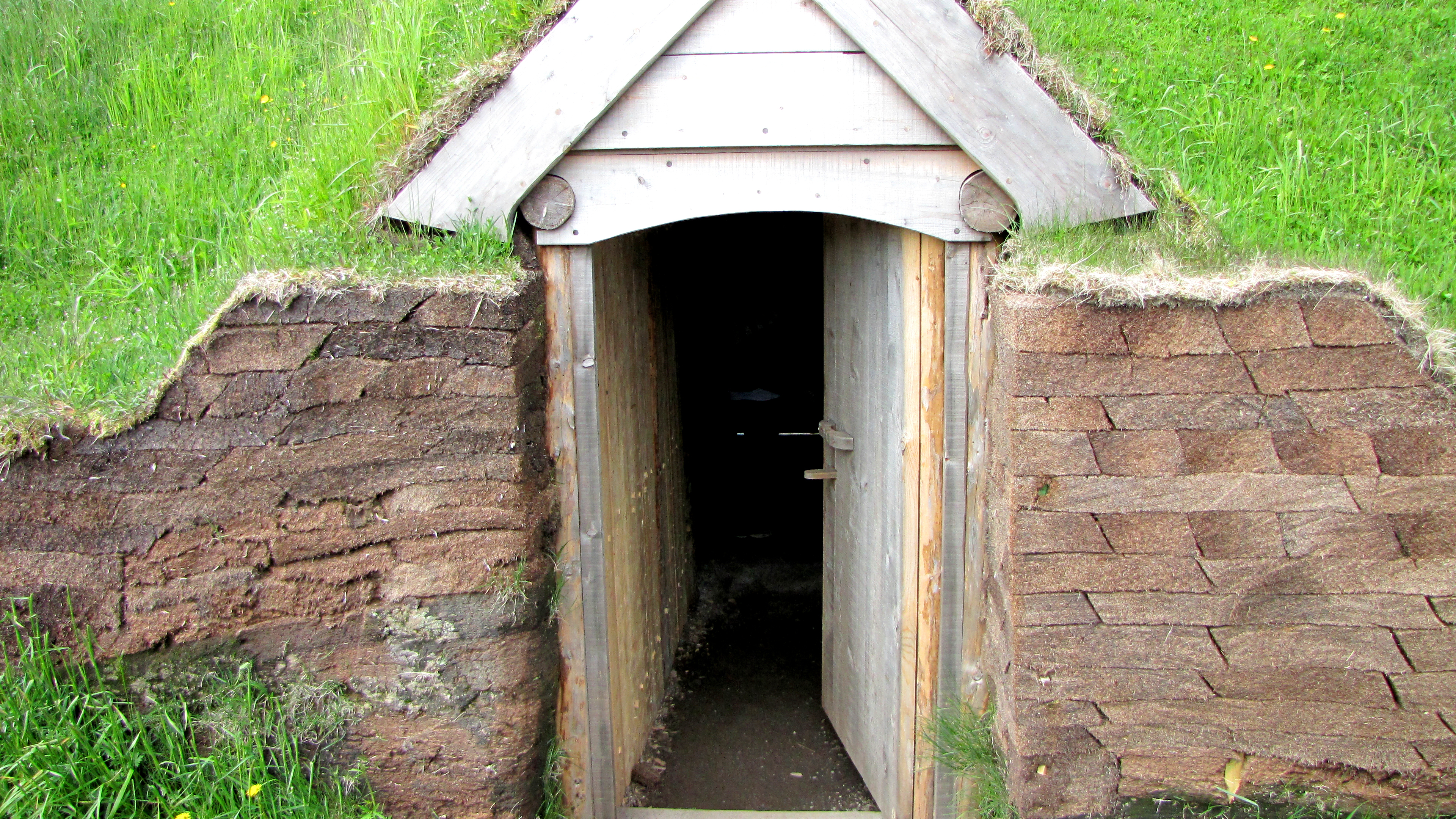
Ingången till en rekonstruerad nordisk bosättning i L'Anse aux Meadows i Kanada.

Många av huvuddragen i Erik Rödes saga återgår i Grönlänningasagan: Erik Röde och hans far utvandrar från Norge till Island, och Erik far sedan vidare till Grönland. Senare upptäcks Vinland och flera expeditioner dit genomförs. Flera detaljer och sidoberättelser skiljer emellertid sagorna åt. Till exempel är det Bjarne Herjolfsson och inte Leif Eriksson som är den förste att skåda Vinland i Grönlänningasagan. Spåkvinnan Torbjörg återfinns bara i Erik Rödes saga, medan en massaker som Frejdis Eriksdotter genomför mot sina medresenärer i Vinland bara omnämns i Grönlänningasagan.
I Isländingaboken, skriven av Ari Þorgilssons på 1130-talet, nämns också att Grönland upptäcktes och bebyggdes från Island. Enligt Isläningaboken upptäcktes Grönland 14 eller 15 år innan kristendomen kom till Island. Då kristendomen antogs på alltinget år 1000 har denna uppgift legat till grund för att tidsbestämma flera händelser i Erik Rödes saga där inga årtal nämns på samma sätt.
Adam av Bremen tar upp Grönland och Vinland i sin krönika från år 1070. Till skillnad från i Erik Rödes saga och Islänningaboken, där det står att Erik Röde kom på namnet Grönland för att det skulle låta lockande och få folk att flytta dit, står det i krönikan att "människorna blir blågröna av det salta havet, och därav har landet sitt namn".

## Handskrifter och utgåvor

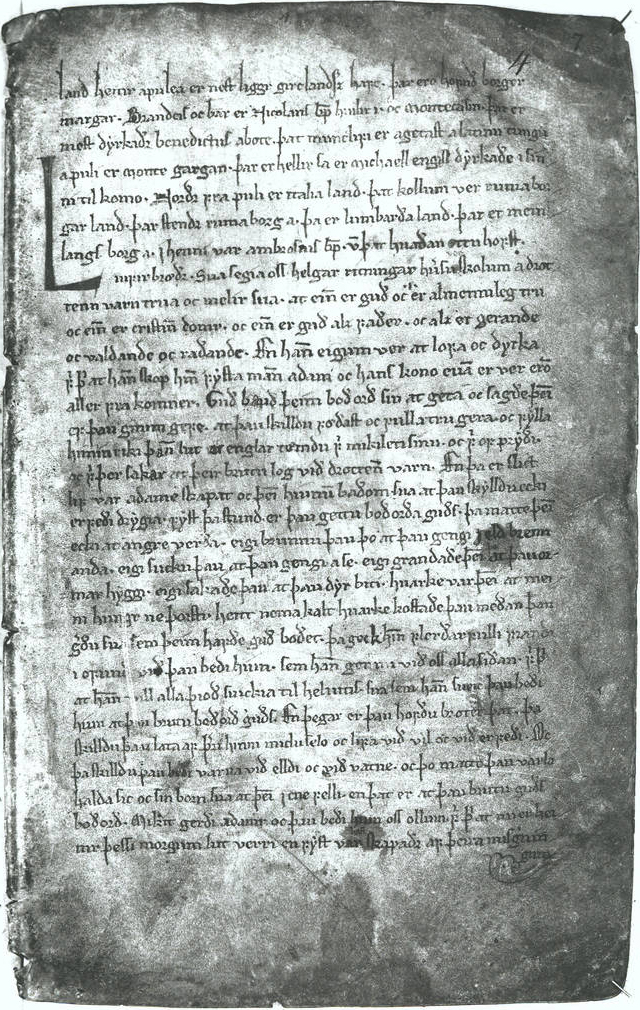
Sida ur Hauksbók, en av de två handskrifter där Erik Rödes saga finns bevarad.

Sagan brukar antas ha skrivits under 1200-talets senare hälft. Den finns bevarad i Hauksbok från 1300-talets förra hälft och Skalholtsboken från tidigt 1400-tal. Den första tryckta utgåvan, tillsammans med en dansk och en latinsk översättning, utgavs i Köpenhamn 1837 i Antiquitates Americanae av Carl Christian Rafn. De båda handskriftsversionerna har också getts ut av Hið íslenska fornritafélag (1935 och 1985), av Halldór Hermannsson i serien Islandica (1944), i Sven B.F. Janssons doktorsavhandling (1945) och i Ólafur Halldórssons bok Grænland í miðaldaritum (1978).
Dessutom finns endera handskrifts text utgiven av Storm (1891), Eskeland (1907), Gravier (1955) och Ebel (1973), jämte danska, norska, franska respektive tyska översättningar.
Texten är till större delen löpande prosa, indelad i fjorton kapitel, men den innehåller också tre skaldedikter. Dessa dikter har troligtvis inga historiska kopplingar till Amerika utan lär ha införts i sagan vid dess nedtecknande på Island under 1200-talet. Två av dikterna är skrivna på versmåttet drottkvätt och framförs i sagan av Torhall veideman i det nionde kapitlet, medan en strof på fornyrdislag förekommer i kapitel tolv där den framförs av en man i Torfinns besättning efter det att Torvald dödats av skrälingarna.

## Översättningar
Sagan har översatts till åtminstone 22 olika språk. På svenska finns den i fem översättningar:
- ”Eirik rödes saga” i De isländska sagorna (1962), översatt av Åke Ohlmark, bygger på texten i Hauksbók.
- ”Eirik Raudes saga” i Västervägen till Vinland (1965), Aslög Davidsons svenska version av Helge Ingstads norska översättning av de delar som berör resorna till Vinland.
- ”Erik Rödes saga” i Vinland det goda (1999), översatt av Mats G. Larsson, de delar som berör Vinland, bygger på Sven B.F. Janssons utgåva där både Skálholtsbóks och Hauksbóks texter finns med.
- ”Eirík den rödes saga” i Islänningasagorna (2014), översatt av Karl G. Johansson, bygger på texten i Skálholtsbók.
- ”Erik den rödes saga” på Litteraturbanken (2018) (tidigare, 2015–2017, på Samfundet Sverige-Islands webbplats), översatt av Joakim Lilljegren, bygger på texten i Skálholtsbók.